# I. Pál konstantinápolyi pátriárka
I. Pál, vagy Hitvalló Szent Pál (ógörögül: Παύλος Α΄, latinul: Paulus), (Szaloniki, ? – Göksun, 350) konstantinápolyi pátriárka 337-től 339-ig, 341-től 342-ig, és 346-tól 350-ig, vértanú.
Pál Szalonikiből származott, és áldozópapként töltött be tisztséget a görög egyház életében. Személye akkor került a figyelem középpontjába, amikor 337-ben I. Sándor konstantinápolyi pátriárka a halálos ágyán őt (vagy Makedoniosz diakónust) ajánlotta utódjának. Sándor halála után valóban meg is választották Pált utódjának, de az ariánus II. Constantius római császár megérkezve a császárvárosba, nemtetszését fejezte ki a döntés miatt. Zsinatot hívott össze Pál ellen, majd négy alkalommal is megfosztotta főpapi székétől, és száműzetésre ítélte. Legutoljára az örményországi Kukuzába száműzték a püspököt. Pál hamarosan vértanúhalált mert, mert az ariánusok az Istentisztelet alatt megfojtották az omoforjával. Néhány évtizeddel később, az ortodox I. Theodosius római császár uralkodása alatt Pál épségben megmaradt testét visszavitték Konstantinápolyba, és ott temették el. A bizánci egyház szentként tiszteli, és ünnepnapját november 6. napján üli.